# Toranosuke Takagi
Toranosuke "Tora" Takagi, född 12 februari 1974 i Shizuoka, är en japansk racerförare.  

## Racingkarriär
Takagi tävlade i formel 1 under två säsonger i slutet av 1990-talet. Hans bästa resultat var en sjundeplacering i Australien 1999. Takagi tävlade senare i Formel Nippon, som han vann säsongen 2000. Han körde även med lyckat resultat i IndyCar Series, men han vann aldrig något race. 

## F1-karriär
| Säsong | Stall/Tillverkare | Poäng | Placering |
| ------ | ----------------- | ----- | --------- |
| 1998   | Tyrrell-Ford      | 0     | –         |
| 1999   | Arrows            | 0     | –         |